# Clinotanypus ornatissimus
Clinotanypus ornatissimus är en tvåvingeart som först beskrevs av Jean-Jacques Kieffer 1910.  Clinotanypus ornatissimus ingår i släktet Clinotanypus och familjen fjädermyggor. Inga underarter finns listade i Catalogue of Life.